# Ямбичен пентаметър
Ямбичен пентаметър (от гръцки: ἰαμβικός πεντάμετρος смисъл има пет ямба) е често използвана метрична линия в традиционния стих. Този ритъм е измерен в малки групи от срички, които се наричат стъпки. Думата „ямбичен“ описва вида на стъпката, който се използва. Думата „пентаметър“ показва, че една линия има пет стъпки.
Различните езици изразяват ритъма по различни начини. На старогръцки и латински, ритъмът се създава чрез редуване на къси и дълги срички. На английски език, ритъм е създаден чрез редуване на ненатоварена (без ударение) и подчертана (с ударение) сричка. Една английска неударена сричка е еквивалентна на класическата кратка сричка, а английската подчертана сричка е еквивалентна на класическата дълга сричка. Когато една двойка от срички е подредена като кратка последвана от дълга, или въз основа на неударена последвана от подчертана. Английската дума „trapeze“ е пример за ямбична двойка на срички, тъй като думата се състои от две срички („Тра-peze“) и се произнася ударение върху втората сричка („Тра-PEZE“). Ямбичният пентаметър е линия, съставена от пет такива двойки на къса/дълга, или ненатоварена/подчертана, сричка.
Ямбичният пентаметър е най-често използван в английската поезия, използва се в много от най-големите английски поетични форми, включително бял стих, героичен куплет, и някои от традиционните римувани форми в строфа. Уилям Шекспир използва ямбичен пентаметър в неговите пиеси и сонети.
Ямбична стъпка е ненатоварена сричка, последвана от подчертана сричка. Ритъмът може да се изписва така:
Линията на ямбичния пентаметър се състои от пет ямба в един ред.